# Skarðsvík (Faeröer)
De Skarðsvík is een baai in het eiland Fugloy behorende tot de Faeröer. De baai ligt aan de noordelijke zijde van het eiland. Het is een van de weinige baaien en fjorden op de Faeröer zonder nederzetting aan de kustlijn.
Aan de kust van de baai hebben archeologen een voormalige nederzetting gevonden. Waarschijnlijk werd deze plek gebruikt als tijdelijk onderkomen voor inwoners van Kirkja of Hattarvík.